# Paradelphomyia deprivata
Paradelphomyia deprivata là một loài ruồi trong họ Limoniidae. Chúng phân bố ở miền Tân bắc.